# Claude Baignères
Pour les articles homonymes, voir Baignères.
Claude Baignères, né le 29 juin 1921 à Clarens (Suisse) et mort le 22 juillet 2008 en Angleterre, est un journaliste et critique de spectacles français.

## Biographie
Claude Pierre Baignères est le fils de l'homme de lettres et diplomate Jacques Baignères et d'Anne-Marie Chassaing. Il est né en Suisse, où son père était diplomate auprès de la Société des Nations. Sa mère était pianiste.
Il a été journaliste (1950-2002), critique de musique, de danse et de théâtre, puis directeur de la rubrique "Spectacles" du Figaro de 1974 à 1994. Il a dirigé avec Michel Glotz la collection « Danseurs de notre temps » chez Laffont.
Il a écrit, en général en collaboration avec Anne Tognetti, des adaptations de pièces de théâtre : Lorna et Ted de John Hale (1981, Théâtre de l'Ouest parisien), Maison de poupée d'Henrik Ibsen (1986, Théâtre de l'Ouest parisien), Le Silence éclaté de Stephen Poliakoff (1986, Théâtre de la Madeleine), Tel que (1986, Studio des Champs-Élysées), Conférence au Sommet de Robert David MacDonald (1987, Théâtre Montparnasse), Love Letters d'Albert Ramsdell Gurney (1990, Petit Marigny et 2005, Théâtre de la Madeleine), Duo pour violon seul de Tom Kempinski (en) (1999, Théâtre des Variétés). Claude Baignères et Anne Tognetti ont été nommés pour le Molière de l'adaptateur en 1987 pour Conférence au sommet et en 1991 pour Love Letters. Il a été scénariste du film La Nuit du risque de Sergio Gobbi.
Il est l'auteur de divers ouvrages sur la musique et la danse :
- Petit guide de l'auditeur de musique. Ballets d'hier et d'aujourd'hui, Paris, Éd. Le Bon Plaisir, Plon, 1954, 169 p. ;
- Vivaldi, vie, mort et résurrection, Paris, Laffont, 1955, 143 p. ;
- Alicia Markova (coll. « Danseurs de notre temps »), Paris, Laffont, 1955, 45 p., ill. ;
- Yvette Chauviré (coll. « Danseurs de notre temps »), Paris, Laffont, 1956, 44 p., ill. ;
- Marcel Landowski, présentation de René Nicoly (coll « Musiciens d'aujourd'hui »), Paris, Ventadour, 1959, 48 p., ill.

Il a publié avec Sylvie Perez deux volumes d'entretiens :
- Georges Wilson. Le fil d'or : conversations avec Claude Baignières et Sylvie Perez (coll. « Témoignages pour l'histoire »), Paris, Fayard, 2007, 315 p., [8] p. de pl.).  (ISBN 978-2-213-63150-9)
- Claude Lelouch. Ces années-là : conversations avec Claude Baignères et Sylvie Perez (coll. « Témoignages pour l'histoire »), Paris, Fayard, 2008, 425 p., [24] p. de pl.  (ISBN 978-2-213-63609-2)

Il a joué dans Éloge de l'amour de Jean-Luc Godard le rôle d'un « vieux juif, amateur de tableaux ».
Claude Baignères était chevalier de l’ordre national du Mérite et officier des Arts et des Lettres.